# Tennis op de Paralympische Zomerspelen 2004
Op de XIIe Paralympische Spelen die in 2004 werden gehouden in de Griekse hoofdstad Athene was tennis een van de 19 sporten die werden beoefend tijdens deze spelen.
Dit jaar stond er voor het eerst een quad-evenement op het programma. Dit jaar deden er geen Belgische tennissers mee aan het tennistoernooi.

## Mannen

### Enkelspel
| plaats | land | naam              |
| ------ | ---- | ----------------- |
| Goud   | NED  | Robin Ammerlaan   |
| Zilver | AUS  | David Hall        |
| Brons  | FRA  | Michaël Jérémiasz |

### Dubbelspel
| plaats | land | naam                           |
| ------ | ---- | ------------------------------ |
| Goud   | JPN  | Shingo Kunieda Satoshi Saida   |
| Zilver | FRA  | Michaël Jérémiasz Lahcen Majdi |
| Brons  | AUS  | Anthony Bonaccurso David Hall  |

## Vrouwen

### Enkelspel
| plaats | land | naam            |
| ------ | ---- | --------------- |
| Goud   | NED  | Esther Vergeer  |
| Zilver | NED  | Sonja Peters    |
| Brons  | AUS  | Daniela Di Toro |

### Dubbelspel
| plaats | land | naam                                    |
| ------ | ---- | --------------------------------------- |
| Goud   | NED  | Maaike Smit Esther Vergeer              |
| Zilver | THA  | Sakhorn Khanthasit Ratana Techamaneewat |
| Brons  | SUI  | Karin Suter Erath Sandra Kalt           |

## Quad

### Enkelspel
| plaats | land | naam          |
| ------ | ---- | ------------- |
| Goud   | GBR  | Peter Norfolk |
| Zilver | USA  | David Wagner  |
| Brons  | NED  | Bas van Erp   |

### Dubbelspel
| plaats | land | naam                         |
| ------ | ---- | ---------------------------- |
| Goud   | USA  | Nick Taylor David Wagner     |
| Zilver | GBR  | Mark Eccleston Peter Norfolk |
| Brons  | NED  | Monique de Beer Bas van Erp  |

Atletiek · Bankdrukken · Basketbal · Blindenvoetbal · Boogschieten · Boccia · CP-voetbal · Goalball · Judo · Paardensport · Rugby · Schermen · Schietsport · Tafeltennis · Tennis · Volleybal · Wielersport · Zeilen · Zwemmen
Seoel 1988 ·
Barcelona 1992 ·
Atlanta 1996 ·
Sydney 2000 ·
Athene 2004 ·
Peking 2008 ·
Londen 2012 ·
Rio de Janeiro 2016 ·
Tokio 2020 ·
Parijs 2024 ·
Los Angeles 2028